# 中和站 (黑龙江省)
中和站位于黑龙江省富裕县友谊达斡尔族满族柯尔克孜族乡中和村，是齐北铁路上的铁路车站。隶属中国铁路哈尔滨局集团齐齐哈尔车务段，不办理客货运业务。
车站随齐克铁路建于1928年，1930年通车，1931年1月正式运营。2016年7月9日，车站上下行区间实现复线化后，站内设有4条到发线，站房位于线路左侧（西北侧）。